# Palazzo Tafani da Barberino
Palazzo Tafani da Barberino è un edificio storico del centro di Firenze, situato in Borgo dei Greci 20.

## Storia e descrizione
L'edificio affaccia davanti allo sbocco di via Magalotti. Presenta uno scudo con tre tafani (in riferimento alla famiglia Tafani da Barberino che lo ebbe come proprietà e che poi si chiamò Barberini sostituendo nell'arme le api ai meno nobili tafani) e una memoria che ricorda come il palazzo quattrocentesco sia stato restaurato da Beatrice Corsini nei Pandolfini nel 1928. Restauro che evidentemente ha comportato la ricostruzione ex novo di molte parti, come da prassi propria del tempo, conferendo al palazzo un'aria un po' falsa, propria di un edificio nuovo seppure in stile. 
Così Marcello Jacorossi: "Antica dimora della famiglia che dal castello di Val d'Elsa, donde era originaria, si chiamò Da Barberino. Abitò qui quel Messer Francesco che visse nel XIV secolo e che fu celebre legista e poeta. Nel 1427, la casa appartenne a Taddeo di Francesco di Maffio. Più tardi il ramo principale della famiglia si stabilì nella casa edificata di nuovo in piazza di Santa Croce, ma conservò costantemente il possesso di questa vecchia dimora. All'estinzione della famiglia, avvenuta nel XVII secolo, la casa con gli altri beni passò in eredità ad un ramo dei Colonna di Roma che si chiamò dei Barberini e da questi pervenne ai principi Corsini".
La facciata è caratterizzata da un doppio portale centinato e finestre rettangolari, e i piani superiori con una doppia fila di sei finestre ad arco centinate su cornici marcapiano. Vi si trova lo stemma Tafani accompagnato da un'iscrizione:
| _QVESTA CASA GIÀ DEI TAFANI DA BARBERINO FV RESTAVRATA DA BEATRICE CORSINI NEI PANDOLFINI L'ANNO MDCCCCXXVIII · |